# Joseph-Auguste Métais
Joseph-Auguste Métais (fl. XIX secolo) è stato uno schermidore francese.
Partecipò ai Giochi della II Olimpiade di Parigi nelle gare di fioretto per maestri, in cui fu eliminato ai ripescaggi, e di spada per maestri, in cui fu eliminato al primo turno.